# 모션 픽처 사운드 에디터스
모션 픽처 사운드 에디터스(영어: Motion Picture Sound Editors, MPSE)는 1953년 설립된 미국의 단체이다. 골든 릴 어워드(Golden Reel Awards)를 매년 열고 있다.